# 妹尾武
妹尾 武（せのお たけし、1969年12月26日 - ）は、兵庫県芦屋市出身のピアニスト、作曲家。Senoo名義で活動を開始し、後に実名で活動する。

## 経歴
甲南中学校・高等学校を経て桐朋学園大学音楽学部卒業。平吉毅州に作曲を師事。好きな映画は「男はつらいよ」全48作を所持。その影響を受け自らのコンサート企画「港めぐりツアー」を毎年行っている。最も敬愛する音楽家はセルゲイ・ラフマニノフ。
1994年、大学在学中に作曲した「So Heavenly.」がサウンド&レコーディング・マガジン誌上での細野晴臣監修のオーディションにて優秀作に選出。1995年、同曲がコンピレーション・アルバム「ecole」（Epic/Sony Records）にSenoo名義で収録されたのを機にプロとしての活動を開始。同作品はフジテレビ系深夜番組「かしこ（監督：片岡K）」のオープニングテーマに使用された。2000年、ゴスペラーズに楽曲提供した「永遠に」が44週に渡るロングヒットとなり、代表作品の一つになる。2007年5月、東京都交響楽団の首席チェリスト・古川展生、若手尺八界の第一人者・藤原道山と「KOBUDO -古武道-」を結成（ユニット名は古川の古、妹尾の武、藤原の道から）。ソロ活動の傍ら定期的に全国ツアーや創作活動を行っている。2009年、TBS「News23」オープニングテーマ『翼』、及びエンディングテーマ『明日は晴れるかな?』（『翼』の別アレンジ）を創作。

## ディスコグラフィ

### オリジナル・アルバム
- HOME WAY（2000年、Think Sync Records）
- 星霜（2003年、POLYSTAR）
- Seasons.（2003年、POLYSTAR）
- 蒼茫（2004年、POLYSTAR）
- Travelin'（2006年、POLYSTAR）
- RETRO MODERN DANDY（2009年、POLYSTAR）
- FORTUNE -SENOO SONGBOOK-（2013年、キャピタルヴィレッジ）
- LAST LOVE（2019年、キャピタルヴィレッジ）

### KOBUDO-古武道-  オリジナル・アルバム
- KOBUDO（2007年、CME）
- 風の都（2008年、CME）
- 時ノ翼（2009年、CME）
- イツクシミ（2011年、日本コロムビア）
- OTOTABI-音旅-（2013年、日本コロムビア）
- cuisine de classic（2015年、日本コロムビア）
- 10th Anniversary BEST Album “十年祭”（2017年、日本コロムビア）
- HORIZON（2019年）

### 映画
- スイートリトルライズ（2010年）
- きいろいゾウ　主題歌『氷の花』（2013年） - 作曲・編曲
- 神戸在住（2015年）
- ママ、ごはんまだ?（2017年）
- みとりし（2019年）

### テレビドラマ
- 土曜ドラマ 「彼女が死んじゃった。」（2004年、日本テレビ） - Choro Club feat.Senoo名義
- 日曜劇場 「いま、会いにゆきます」（2005年、TBS）
- 「チーム・バチスタの栄光」（2008年、関西テレビ）
  - 「チーム・バチスタ3 アリアドネの弾丸」（2011年）
- 日曜スペシャルドラマ「少年時代」（2009年、フジテレビ系列）
- 「配達されたい私たち」（2013年、WOWOWドラマW）
- 「神戸在住」（2015年、サンテレビ）
- 「パレートの誤算」（2020年、WOWOW連続ドラマW）

### アニメ
- ARIA
  - 「ARIA The ANIMATION」（2005年） - Choro Club feat. Senoo名義
  - 「ARIA The NATURAL」（2006年） - Choro Club feat. Senoo名義
  - 「ARIA〜ピアノ・コレクション〜 スタジオーネ -季節-」（2006年）
  - 「ARIA The ORIGINATION」（2008年） - Choro Club feat. Senoo名義
  - 「ARIA〜ピアノ・コレクションII〜 ディパルテンツァ -旅立ち-」（2008年）
- ひまわりっ!
  - 「ひまわりっ!」（2006年）
  - 「ひまわりっ!!」（2007年）
- いなり、こんこん、恋いろは。（2014年）[1]
- ひとりじめマイヒーロー（2017年）

### ラジオ
- MIDNIGHT HARBOUR（FMヨコハマ）  - テーマ音楽
- サンスター 文化の泉 ラジオで語る昭和の文化（TBSラジオ）  - テーマ音楽

### CM
- 花王「グレイスソフィーナ」（2002年） - 音楽・出演
- 国民年金基金（2004年） - 演奏
- クラシエ「いち髪」（2007年） - 音楽
- 小学館「日本の歳時記」（2008年） - 音楽
- 大王製紙「アテント」（2008年） - 演奏
- 伊藤園「お〜いお茶」『お茶で琵琶湖を美しく篇』（2008年） - 音楽
- ライオン「クリニカ」『歯磨きカウント篇』（2009年） - 音楽
- NTTコムウェア『世界遺産　アンコールワット篇』（2009年） - 音楽
- マックスファクター「SK-II」（2010年） - 音楽
- サンスター企業CM（2011年） - 音楽

## ライブサポート・ゲスト参加
- 松任谷由実、ゴスペラーズ、小沼ようすけ、加藤登紀子、大貫妙子、村上“ポンタ”秀一、
- 谷村新司、細坪基佳、Lyrico、三浦大知、藤原道山、今井美樹、Fried Pride、Baby Boo、
- クレモンティーヌ、佐藤和哉、その他多数== 出演番組 ==
- たけしの誰でもピカソ（テレビ東京）
- 題名のない音楽会（テレビ朝日）
- シブヤらいぶ館（NHK）
- 歌スタ（日本テレビ）
- BSふれあいホール（NHK）
- 音楽の神様（CS日本 ch300日テレプラス&サイエンス）
- WOWOW PLUS MUSIC -深夜1時の音楽タイム-Friday：妹尾 武「真夜中のピアニスト」（2018年11月30日 - 2019年1月11日、歌謡ポップスチャンネル） - 全5回（リピートあり）[2]

## 書籍
- セノー・ライフ（クリーク、キャピタルヴィレッジ）
- タイセツナヒトニ、贈ル。- 十一月、空想雑貨店。-（アノニマスタジオ）
- 雨ふりの本。「十一月、空想雑貨店。」（アノニマスタジオ）
- ピアノソロ譜「いま、会いにゆきます」（ヤマハミュージックメディア）
- ピアノソロ譜「星霜」（ヤマハミュージックメディア）

### エッセイ、コラム等
- JASRAC - 社団法人日本音楽著作権協会PR
- JET STREAM - 公式サイトにて旅に関するスペシャル・コラムを連載
- 神戸新聞 - 「思い出シネマ、私の一本。」

## 主な楽曲提供
ゴスペラーズ
- 永遠に
- 氷の花
- 新大阪

黒沢薫
- After The Rain

KOKIA
- 調和 oto 〜with reflection〜

鈴木雅之
- 君の未来、僕の想い

東方神起
- 明日は来るから

平原綾香
- あなたの腕のなかで

Lyrico
- キセキノハナ

髙橋真梨子
- 枯れない花

加藤登紀子
- 絆 ki・zu・na

Baby Boo
- これから
- We are 〜僕らはここにいる〜

AJI
- Day Of Lights

K
- Friends before Lovers

夏川りみ
- 花霞

増田いずみ
- 愛するたびに生まれ変わって

amin
- 海を越えるバトン-2010年上海万博応援ソング-

上間綾乃
- イツクシミ

関根奈緒
- ひまわり

葉月絵理乃
- Smile Again

宮本笑里
- Beautiful Days

クレモンティーヌ
- C'est bon, c'est bon